# روبرت كامينغز
روبرت كامينغز (بالإنجليزية: Robert Cummings)‏ مواليد 9 يونيو 1910 في جوبلن، الولايات المتحدة - الوفاة 02 ديسمبر 1990 في لوس أنجلوس، كاليفورنيا، الولايات المتحدة، هو ممثل أمريكي بدأ مسيرته الفنية سنة 1931. هو من الحائزين على جائزة إيمي. امتدت مسيرته الفنية لأكثر من 59 عاما.

## الأعمال

### مسلسلات
- ديزني لاند
- توايلايت زون
- الحب
- معجب عجيب
- غرين أيكرز
- بيويتشد
- قارب الحب

## روابط خارجية
- روبرت كامينغز على موقع IMDb (الإنجليزية)
- روبرت كامينغز على موقع الموسوعة البريطانية (الإنجليزية)
- روبرت كامينغز على موقع ألو سيني (الفرنسية)
- روبرت كامينغز على موقع تيرنر كلاسيك موفيز (الإنجليزية)
- روبرت كامينغز على موقع أول موفي (الإنجليزية)
- روبرت كامينغز على موقع قاعدة بيانات برودواي على الإنترنت (الإنجليزية)
- روبرت كامينغز على موقع قاعدة بيانات برودواي على الإنترنت (الإنجليزية)
- روبرت كامينغز على موقع قاعدة بيانات برودواي على الإنترنت (الإنجليزية)
- روبرت كامينغز على موقع قاعدة بيانات برودواي على الإنترنت (الإنجليزية)
- روبرت كامينغز على موقع قاعدة بيانات برودواي على الإنترنت (الإنجليزية)